# Piletocera atratalis
Piletocera atratalis là một loài bướm đêm trong họ Crambidae.